# Pražská porcelánka
Pražská porcelánka byla továrna na porcelán, činná v letech 1837–1910 v Praze, na Smíchově a v závěru v Radlicích. Přenesla svůj provoz z dosavadní manufaktury na kameninu v centru Prahy Na Florenci na Smíchov. 

## Historie

### 1791–1834
První manufaktura na výrobu kameniny byla založena v Praze na Novém Městě, v domě U slepého zemana (pozdější čp. 1025/II) na nároží ulic Havlíčkovy a Na Florenci, jejími zakladateli byli čtyři podnikatelé: Josef Ignác Lange, Emanuel Hübel, Jan Václav Kunerle a jeho bratr Karel Kunerle. Pro plánovaný objem výroby najali 54 zaměstnanců. Roku 1797 budova vyhořela, na její obnovu půjčil finance bankéř Karel Antonín Ballabene, výroba sice pokračovala, ale do čela místo bratří Kunerlů nastoupili Karel Lenhart a Karel Josef, hrabě Clam-Martinic, kteří počet zaměstnanců postupně zvýšili na dvě stovky. Roku 1802 již celou manufakturu vlastnil hrabě Clam-Martinic, od roku 1810 výrobu převzal jeden ze zakladatelů Emanuel Hübel. Konjunktura slábla, počet zaměstnanců klesal až na devět. Kamenina nedokázala konkurovat módnímu porcelánu Po smrti majitele převzal vedení roku 1825 jeho syn Jan Januarius Hübel, který však zemřel o devět let později.

### 1834–1859

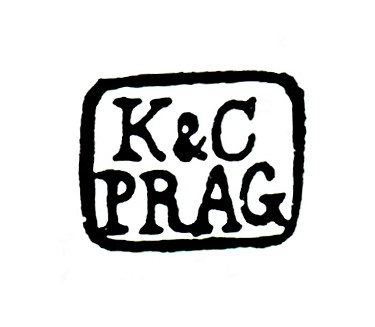
Značka výrobků Kriegel & Comp., vtlačená pod glazurou, 1837-1862

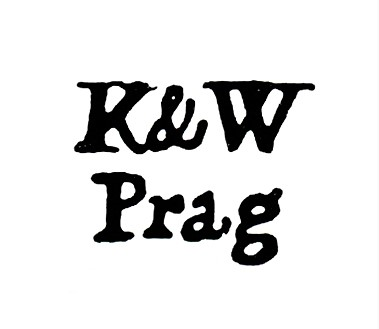
Značka výrobků Kriegel & Wolf, vtlačená, 1837-1854

V roce 1834 si manufakturu pronajali dva němečtí podnikatelé Karl Wolf (1804-1854) ze Sömmerde a Karl Ludwig Kriegel (1801-1862), který přišel z Drážďan. Ohněm nebezpečný provoz nebyl v centru města vítán. Proto se Kriegel rozhodl přestěhovat jej do výrobní budovy (pozdějšího čp. 1059/8) na Smíchově, mezi nynějšími ulicemi Vrázovou, Jindřicha Plachty, Svornosti a Na bělidle. Pro odbyt získal vídeňského obchodníka Emanuela Hoffmanna z Hoffmannsthalu. Výrobní program od roku 1837 změnil na porcelán a v čele porcelánky stál až do své smrti. Titul firmy zněl K. Kriegel & Comp. Prag, ve značení výrobků zkráceno na K & C Prag. V roce 1852 se továrna změnila na akciovou společnost. Jejími akcionáři byli: Vojtěch Lanna mladší, Viktor z Riedenštejna, Dr. Leopold Hirsch, Dr. Zikmund Kauders a František z Russheimu.
V roce 1854 továrna obdržela titul C. a k. privilegovaná továrna na porculán a zboží hliněné.
Výrobní program byl složen ze stolního nádobí, nápojových servisů i samostatných koflíků na kávu nebo čaj, a z figurálního porcelánu. Ten byl jednak odvozen z obchodně úspěšných vzorů, především míšeňských a vídeňských (série: alegorie Čtyř ročních dob, Měsíce roku, Ženy - Květiny, rokokové skupiny galantních kavalírů a dam, vojáků, orientální motivy Turek a Turkyně, Číňan, zvířata), a dále doplněn o vlastní originální návrhy.

### Figurky
Umělecky nejvýznamnější období porcelánky se datuje od roku 1841 s nástupem modeléra Arnošta Poppa, který z rodného Coburgu a po studiu sochařství na Akademii v Mnichově přišel do Prahy. Většinou nekopíroval cizí vzory, ale vytvářel originální figurky, pražské typy měšťanů, řemeslníků, pouličních muzikantů, divadelních herců- komiků či tuláků, zpodobené s humornou nadsázkou. Pestrobarevnými glazurami a zlacením se figurky uvnitř jedné a téže série mohly lišit. Patřily k vyhledávaným sběratelským specialitám. Měly často praktický účel: sloužily jako cukřenky, slánky, dózy na čaj, na doutníky, na vizitky, flakóny, kalamáře nebo těžítka. Jako těžítka se používaly miniaturní busty slavných osobností, k nejpopulárnějším z pražského sortimentu patřily protějškové busty mladého císaře Františka Josefa I. a císařovny Alžběty z roku 1849, také komické figurky z divadelních her Jana Nepomuka Nestroye nebo podle karikatur z časopisu Fliegende Blätter, busty hudebních skladatelů W. A. Mozarta nebo L. van Beethovena. Modeléři značili plastiky svými iniciálami EP (Ernst Popp) AP, LA, L.S., také letopočtem. V malírně pracoval jako student malíř Václav Brožík, jeho práce však nebyla značená.

### 1860–1902
S postupující zástavbou města Smíchova a vzrůstající cenou jeho pozemků se výroba začala prodražovat. Nepříznivě ji ovlivňovala také poloha daleko od surovinových zdrojů, zejména ji limitoval dovoz kaolínu ze západních Čech. Proto se akcionáři roku 1894 dohodli na ukončení výroby a pozemky rozprodávali. Výrobu v roce 1895 obnovili noví majitelé, Augustin Kiovský a Trinks, v Radlicích v objektech čp. 269, s třemi pecemi a malírnou. Odborně školení zaměstnanci však mezitím odešli za prací do západočeských porcelánek, a proto neprosperovali. Roku 1899 porcelánku prodali Prvé české akciové továrně na porculán, jejímiž akcionáři byli František Ruth a Quido Bělský. Ani tehdy se výroba nevyplatila, byla vystřídána továrnou kelímků na tavení kovů a nakonec v konkursu prodána. Do roku 1910 byly výrobní objekty strženy a následně nahrazeny novostavbami nájemních domů.